# Joseph Merrick
Joseph Carey Merrick, conosciuto come l'Uomo elefante (The Elephant Man) (Leicester, 5 agosto 1862 – Londra, 11 aprile 1890), è stato un cittadino britannico noto nella società dell'età vittoriana a causa della sua deformità fisica.
Le prime biografie di Merrick, comprese le opere sopra citate, riportano erroneamente come suo primo nome John. La vita di Merrick è stata raccontata nel film The Elephant Man, diretto da David Lynch nel 1980 e tratto dal romanzo The Elephant Man and other Reminiscences di sir Frederick Treves.

## Biografia

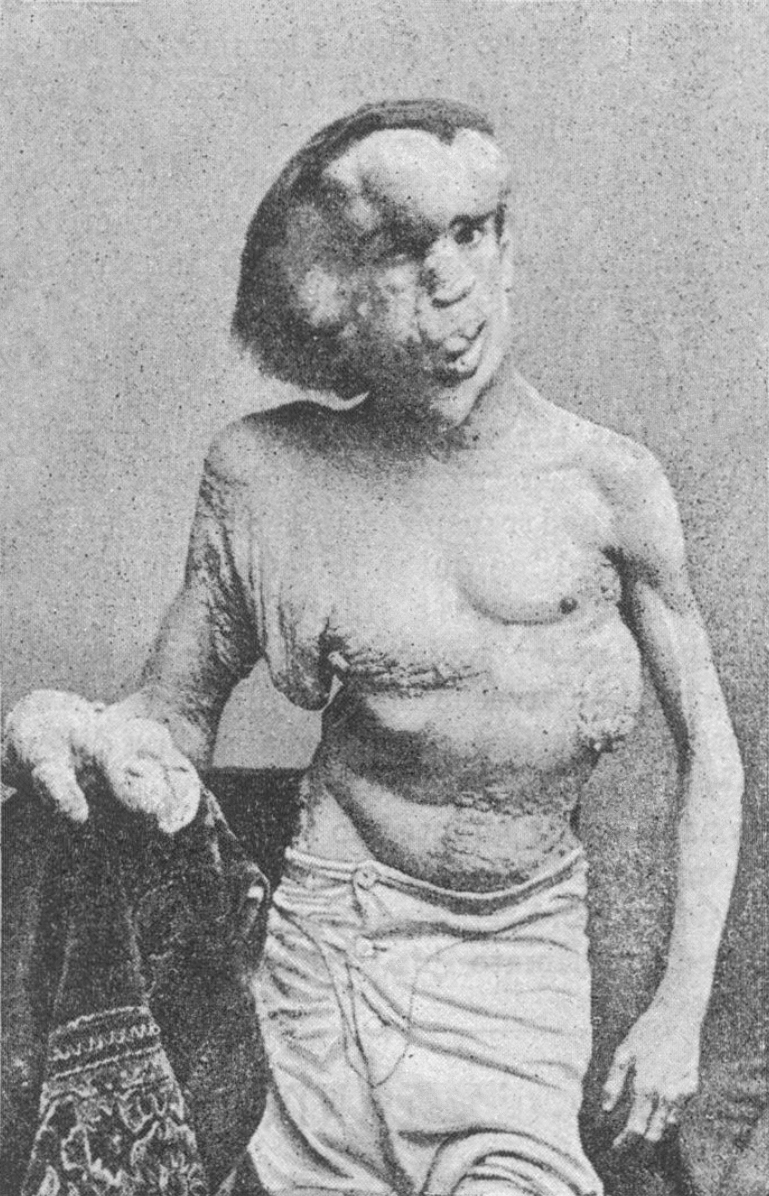
Joseph Merrick a torso nudo, 1889

Nato a Leicester da Joseph Rockley Merrick e Mary Jane Potterton, ebbe un fratello ed una sorella (William Arthur e Marion Eliza), entrambi più giovani di lui. I fratelli di Merrick morirono giovani: William, nato nel gennaio 1866, morì di scarlattina il 21 dicembre 1870, all'età di 4 anni, e fu sepolto a Natale dello stesso anno, mentre Marion, nata il 28 settembre 1867, è stata disabile sin dalla nascita e si è presa cura di sua madre, che aveva anche lei una disabilità fisica e non si prendeva cura delle condizioni del fratello. Marion morì di mielite e convulsioni il 19 marzo 1891, all'età di 23 anni.
Joseph iniziò a mostrare segni di deformità all'età di tre anni (o, secondo un servizio della BBC, a cinque anni). Il corpo di Merrick era interamente deformato dalla malattia, esclusi i genitali e il braccio sinistro. Da piccolo subì anche una brutta caduta e si ruppe la gamba sinistra: la famiglia, essendo povera, non poté pagare le cure mediche, così Joseph dovette rassegnarsi a vivere con la gamba storpia non solo per effetto della malattia, ma anche per la frattura mai risanatasi. Sua madre, Mary Jane, morì quando Joseph aveva 10 anni. Stando ai ricordi della famiglia, era anche lei zoppa. Quando il padre si risposò Joseph rimase a vivere con il padre e la nuova moglie; ma la donna, proprietaria della casa di famiglia e con figli propri, non gradiva la presenza del ragazzo deforme e impose al marito una drastica decisione: o Joseph o lei.

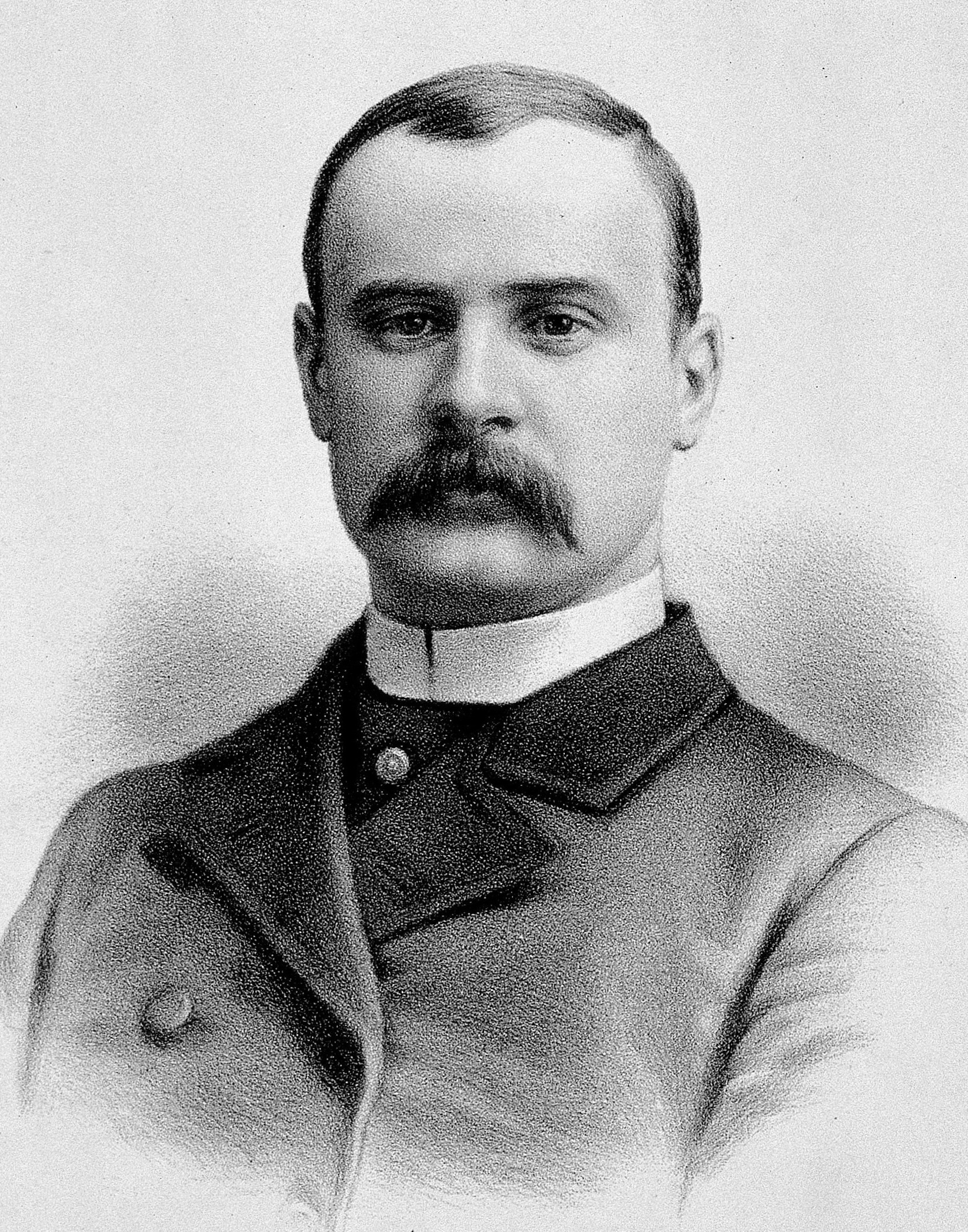
Il chirurgo che prese a cuore la vicenda di Merrick, Frederick Treves

Cacciato di casa, il ragazzo riuscì a sopravvivere vendendo lucido da scarpe in strada, dove era costantemente infastidito dai bambini del vicinato che lo seguivano facendosi beffe delle sue malformazioni. Per la maggior parte della gioventù fu disoccupato. Trovò infine lavoro come fenomeno da baraccone. Fu trattato decentemente e riuscì ad accumulare una piccola somma di denaro. Quando nel 1886 i freak show furono dichiarati fuori legge nel Regno Unito, si trasferì in Belgio in cerca di un'occupazione simile ma fu maltrattato e in seguito abbandonato dal presentatore del suo spettacolo.
Dopo aver fatto ritorno a Londra, fece amicizia con il dottor Frederick Treves, che aveva conosciuto alla stazione ferroviaria mentre era affetto da una grave infezione bronchiale. Treves, medico dell'ospedale di Whitechapel, divenuto in seguito Royal London Hospital, procurò a Joseph un letto permanente in ospedale e fu, probabilmente, l'unica persona che il giovane ebbe la fortuna di conoscere, capace di offrirgli un concreto affetto. Merrick, dopo quella sistemazione, visse gli anni più sereni della sua vita fino a divenire una sorta di celebrità presso l'alta società vittoriana e addirittura un favorito della regina Vittoria. Il dottor Treves testimoniò, in seguito, che Joseph desiderò sempre, anche dopo essersi stabilito nel Royal London Hospital, di trasferirsi in un istituto per ciechi: sperava in questo modo di trovare una donna che non fosse spaventata dal suo aspetto.
Merrick cercò sollievo nella scrittura, con componimenti sia in prosa che in poesia e fu curato all'ospedale fino alla morte, avvenuta l'11 aprile 1890 all'età di 27 anni. Morì a causa di un soffocamento, apparentemente accidentale, durante il sonno. Merrick era impossibilitato a dormire orizzontalmente a causa del peso della testa, e quindi era costretto a giacere seduto con la schiena sorretta. La notte del decesso potrebbe aver tentato intenzionalmente di dormire in posizione normale, come le persone a lui vicine. Questa ipotesi è ripresa anche dal noto film di David Lynch, dove Merrick è interpretato da John Hurt. La sua storia divenne la base dell'opera teatrale The Elephant Man, vincitrice nel 1979 di un premio Tony Award e, l'anno seguente, del film di Lynch.

## La malattia di Merrick
La patologia di cui soffrì Merrick è estremamente rara. Solo nel 1979 Michael Cohen identificò per primo uno stato morboso che, nel 1983, fu chiamato da Hans-Rudolf Wiedemann sindrome di Proteo (che prende il nome dal dio Proteo), patologia che nel 1986 venne attribuita a Merrick. Tale malattia non colpisce i nervi e sembra essere sporadica e non ereditaria.
Nel luglio 2003 la dottoressa Charis Eng annunciò, come risultato di test eseguiti su campioni di DNA prelevati da ossa e capelli di Merrick, che l'uomo aveva sofferto certamente di quella sindrome. In passato il gene PTEN era considerato responsabile della malattia, ma si è scoperto che in realtà il gene responsabile di tale sindrome è il gene AKT1.

## Nella cultura di massa

### Filmografia
- The Elephant Man di David Lynch; tratto dal romanzo The Elephant Man: A Study in Human Dignity di Frederick Treves.
- Merrick appare nel film La vera storia di Jack lo squartatore - From Hell dei fratelli Hughes, tratto dalla graphic novel From Hell di Alan Moore ed Eddie Campbell.
- Merrick appare nella serie tv Ripper Street.
- Merrick appare nella serie animata I Griffin, nella tredicesima puntata (Bill, ti presento Lois) della quinta stagione, e nel terzo episodio della prima stagione dello spin-off The Cleveland Show.
- Nel film di animazione Pirati! Briganti da strapazzo compare un personaggio ispirato a J. Merrick.
- Merrick è citato nella serie tv CSI: Vegas, ma in maniera errata citando come malattia la " Neurofibromatosi Type I" (prima idea della malattia di Merrick).

### Fumetto
- From Hell - Alan Moore, Eddie Campbell (cameo nel graphic novel e nel film che ne è stato tratto).
- In Storie da Altrove n. 5, La donna che visse in due mondi , Joseph Carey Merrick tenta di strappare Sherlock Holmes dallo stato di follia in cui è precipitato durante lo svolgimento di una missione.
- In Dylan Dog n.340 Benvenuti a Wickedford Adrian Aercher viene paragonato da Dylan a John Merrick in quanto affetto da una variante della sindrome di Proteo.

### Letteratura
- J. Merrick appare nel romanzo "Jack lo squartatore" di Robert Bloch.

### Musica
- Il compositore del XX secolo Laurent Petitgirard ha composto un'opera lirica ispirata a Joseph, dal titolo Joseph Merrick, The Elephant Man (il CD è edito dalla Naxos, ISBN 8.557608-09).
- Il gruppo post-rock Tides from Nebula, nell'album Aura, ha dedicato la quinta traccia a questo personaggio, intitolando il brano Tragedy of Joseph Merrick.
- Il gruppo metal statunitense dei Mastodon ha inciso tre brani strumentali a lui dedicati: Joseph Merrick, contenuto nell'album Leviathan, Elephant Man, nell'album Remission, e Pendulous Skin nell'album Blood Mountain.
- Il cantante degli Inguine di Daphne, Dagon Lorai, in un suo lavoro solista ha dedicato alle vicende di John Merrick un'omonima canzone[6].
- Nel 2018 i Decibel inseriscono tra le bonus track dell'album L'anticristo il brano Elephant Man, il cui testo è scritto dal punto di vista di Joseph Merrick.